# Каменский сельсовет (Тамбовская область)
Каменский сельсовет — муниципальное образование со статусом сельского поселения в Ржаксинском районе Тамбовской области.
Административный центр — село Каменка.

## История
В соответствии с Законом Тамбовской области от 17 сентября 2004 года № 232-З установлены границы муниципального образования и статус сельсовета как сельского поселения.
В соответствии с Законом Тамбовской области от 8 ноября 2010 года № 702-З в состав сельсовета включён упразднённый Протасовский сельсовет. 

## Население
| 2010  | 2012  | 2013  | 2014  | 2015  | 2016  | 2017  |
| ----- | ----- | ----- | ----- | ----- | ----- | ----- |
| 1064  | ↗1743 | ↘1717 | ↘1667 | ↘1611 | ↘1599 | ↘1563 |
| 2018  | 2019  | 2020  | 2021  |       |       |       |
| ↘1517 | ↘1491 | ↘1485 | ↘1369 |       |       |       |

## Состав сельского поселения
| №  | Населённый пункт | Тип населённого пункта       | Население |
| -- | ---------------- | ---------------------------- | --------- |
| 1  | Александровка    | деревня                      | ↘113      |
| 2  | Зимбулатово      | деревня                      | 36        |
| 3  | Каменка          | село, административный центр | ↘595      |
| 4  | Красный          | посёлок                      | 23        |
| 5  | Мордвиновка      | деревня                      | 39        |
| 6  | Новая Деревня    | посёлок                      | →107      |
| 7  | Протасово        | село                         | ↘567      |
| 8  | Семёновский      | посёлок                      | 25        |
| 9  | Фёдоровка        | деревня                      | ↘244      |
| 10 | Чичкановский     | посёлок                      | ↘31       |